# مقاطعة بارثولوميو (إنديانا)
مقاطعة بارثولوميو هي مقاطعة في إنديانا، بلغ عدد سكانها 76٬794  نسمة، في 2010، عاصمتها كولومبوس، تبلغ مساحتها 1٬060 كيلومتر مربع.

## الموقع
تشترك في الحدود مع:
- مقاطعة شيلبي (إنديانا)
- مقاطعة جاكسون
- مقاطعة جونسون (إنديانا)
- مقاطعة جينينغز
- مقاطعة ديكاتور (إنديانا)
- مقاطعة براون.

## التقسيمات الإدارية
- كولومبوس.